# 12 Bootis
d Bootis
Désignations
12 Bootis (en abrégé 12 Boo) est une étoile binaire de la constellation boréale du Bouvier. Elle porte également la désignation de Bayer de d Bootis, 12 Bootis étant sa désignation de Flamsteed. Elle est visible à l'œil nu avec une magnitude apparente combinée de 4.83. Le système présente une parallaxe annuelle de 27,48 mas telle que mesurée par le satellite Gaia, ce qui permet d'en déduire qu'il est distant de ∼ 119 a.l. (∼ 36,5 pc) de la Terre. Il s'éloigne du Système solaire à une vitesse radiale héliocentrique de +9,6 km/s.

## Description
12 Bootis est une binaire spectroscopique à raies doubles qui boucle une orbite avec une période de 9,60 jours et selon une excentricité de 0,19. Ses deux étoiles sont séparées en moyenne de 3,47 mas.

### Classification et évolution
Ce sont des étoiles jaune-blanc qui ont été classées soit comme une sous-géante, soit comme une étoile sur la séquence principale, de types F8IV ou F8V, respectivement. Le système est âgé de 2,5 à 2,9 milliards d'années. Ses deux composantes possèdent des masses similaires mais pourtant elles montrent une différence de luminosité significative. Cette différence est attribuée à l'évolution en cours des deux étoiles, qui ont démarré leur transition de la séquence principale vers la phase de géante. La composante primaire apparait ainsi plus évoluée que la secondaire et pourrait être en train d'entrer dans le trou de Hertzsprung.

### Propriétés
L'étoile primaire, désignée 12 Bootis Aa, est 1,41 fois plus massive que le Soleil et son rayon est 2,47 fois plus grand que le rayon solaire. Elle tourne sur elle-même à une vitesse de rotation projetée de 14 km/s. Sa température de surface est de 6 130 K.
Sa compagne, 12 Bootis Ab, est 1,37 fois plus massive que le Soleil et son rayon est 1,86 fois plus grand que le rayon solaire. Elle tourne sur elle-même à une vitesse de rotation projetée de 12 km/s. Sa température de surface est de 6 230 K.
Un autre compagnon, désigné 12 Bootis B, a été identifié à une distance angulaire de 1,1 seconde d'arc en 1989, mais les relevés ultérieurs n'ont pas été en mesure de le détecter à nouveau.